# خمستان (الیگودرز)
خمستان، روستایی از توابع بخش مرکزی شهرستان الیگودرز در استان لرستان ایران است. بنا بر روایات شفاهی بازمانده و نیز تعداد معدودی اسناد به جا مانده که هم‌اکنون در «دفتر اسناد رسمی شهرستان الیگودرز نگه‌داری می‌گردد، در حدود سال‌های بعد از ۱۳۰۰ بر خرابه‌های چندین روستای از بین رفته بر اثر بلایای طبیعی احیا گردید.

## جمعیت
این روستا در دهستان بربرود غربی قرار دارد و بر اساس سرشماری مرکز آمار ایران در سال ۱۳۸۵، جمعیت آن ۱۹۶ نفر (۳۳خانوار) بوده‌است.